# Grand Prix Australii 1993
Grand Prix Australii 1993 (oryg. Foster's Australian Grand Prix) – ostatnia runda Mistrzostw Świata Formuły 1 w sezonie 1993, która odbyła się 7 listopada 1993, po raz dziewiąty na torze Adelaide Street Circuit.
58. Grand Prix Australii, dziewiąte zaliczane do Mistrzostw Świata Formuły 1.

## Wyniki

### Kwalifikacje
| P  | Nr | Kierowca           | Konstruktor(-silnik)  | Opony | Czas     | Odstęp   | Strata   |
| -- | -- | ------------------ | --------------------- | ----- | -------- | -------- | -------- |
| 1  | 8  | Ayrton Senna       | McLaren-Ford          | G     | 1:13.371 | -        | -        |
| 2  | 2  | Alain Prost        | Williams-Renault      | G     | 1:13.807 | 0:00.436 | 0:00.436 |
| 3  | 0  | Damon Hill         | Williams-Renault      | G     | 1:13.826 | 0:00.019 | 0:00.455 |
| 4  | 5  | Michael Schumacher | Benetton-Ford         | G     | 1:14.098 | 0:00.272 | 0:00.727 |
| 5  | 7  | Mika Häkkinen      | McLaren-Ford          | G     | 1:14.106 | 0:00.008 | 0:00.735 |
| 6  | 28 | Gerhard Berger     | Ferrari               | G     | 1:14.194 | 0:00.088 | 0:00.823 |
| 7  | 27 | Jean Alesi         | Ferrari               | G     | 1:15.332 | 0:01.138 | 0:01.961 |
| 8  | 25 | Martin Brundle     | Ligier-Renault        | G     | 1:16.022 | 0:00.690 | 0:02.651 |
| 9  | 6  | Riccardo Patrese   | Benetton-Ford         | G     | 1:16.077 | 0:00.055 | 0:02.706 |
| 10 | 10 | Aguri Suzuki       | Footwork-Mugen-Honda  | G     | 1:16.079 | 0:00.002 | 0:02.708 |
| 11 | 29 | Karl Wendlinger    | Sauber-Ilmor          | G     | 1:16.106 | 0:00.027 | 0:02.735 |
| 12 | 30 | JJ Lehto           | Sauber-Ilmor          | G     | 1:16.286 | 0:00.180 | 0:02.915 |
| 13 | 14 | Rubens Barrichello | Jordan-Hart           | G     | 1:16.459 | 0:00.173 | 0:03.088 |
| 14 | 26 | Mark Blundell      | Ligier-Renault        | G     | 1:16.469 | 0:00.010 | 0:03.098 |
| 15 | 4  | Andrea de Cesaris  | Tyrrell-Yamaha        | G     | 1:16.892 | 0:00.423 | 0:03.521 |
| 16 | 24 | Pierluigi Martini  | Minardi-Ford          | G     | 1:16.905 | 0:00.013 | 0:03.534 |
| 17 | 9  | Derek Warwick      | Footwork-Mugen-Honda  | G     | 1:16.919 | 0:00.014 | 0:03.548 |
| 18 | 3  | Ukyō Katayama      | Tyrrell-Yamaha        | G     | 1:17.018 | 0:00.099 | 0:03.647 |
| 19 | 15 | Eddie Irvine       | Jordan-Hart           | G     | 1:17.341 | 0:00.323 | 0:03.970 |
| 20 | 12 | Johnny Herbert     | Lotus-Ford            | G     | 1:17.450 | 0:00.109 | 0:04.079 |
| 21 | 20 | Érik Comas         | Larrousse-Lamborghini | G     | 1:17.750 | 0:00.300 | 0:04.379 |
| 22 | 23 | Jean-Marc Gounon   | Minardi-Ford          | G     | 1:17.754 | 0:00.004 | 0:04.383 |
| 23 | 11 | Pedro Lamy         | Lotus-Ford            | G     | 1:19.369 | 0:01.615 | 0:05.998 |
| 24 | 19 | Toshio Suzuki      | Larrousse-Lamborghini | G     | 1:21.793 | 0:02.424 | 0:08.422 |
| P  | Nr | Kierowca           | Konstruktor(-silnik)  | Opony | Czas     | Odstęp   | Strata   |

### Wyścig

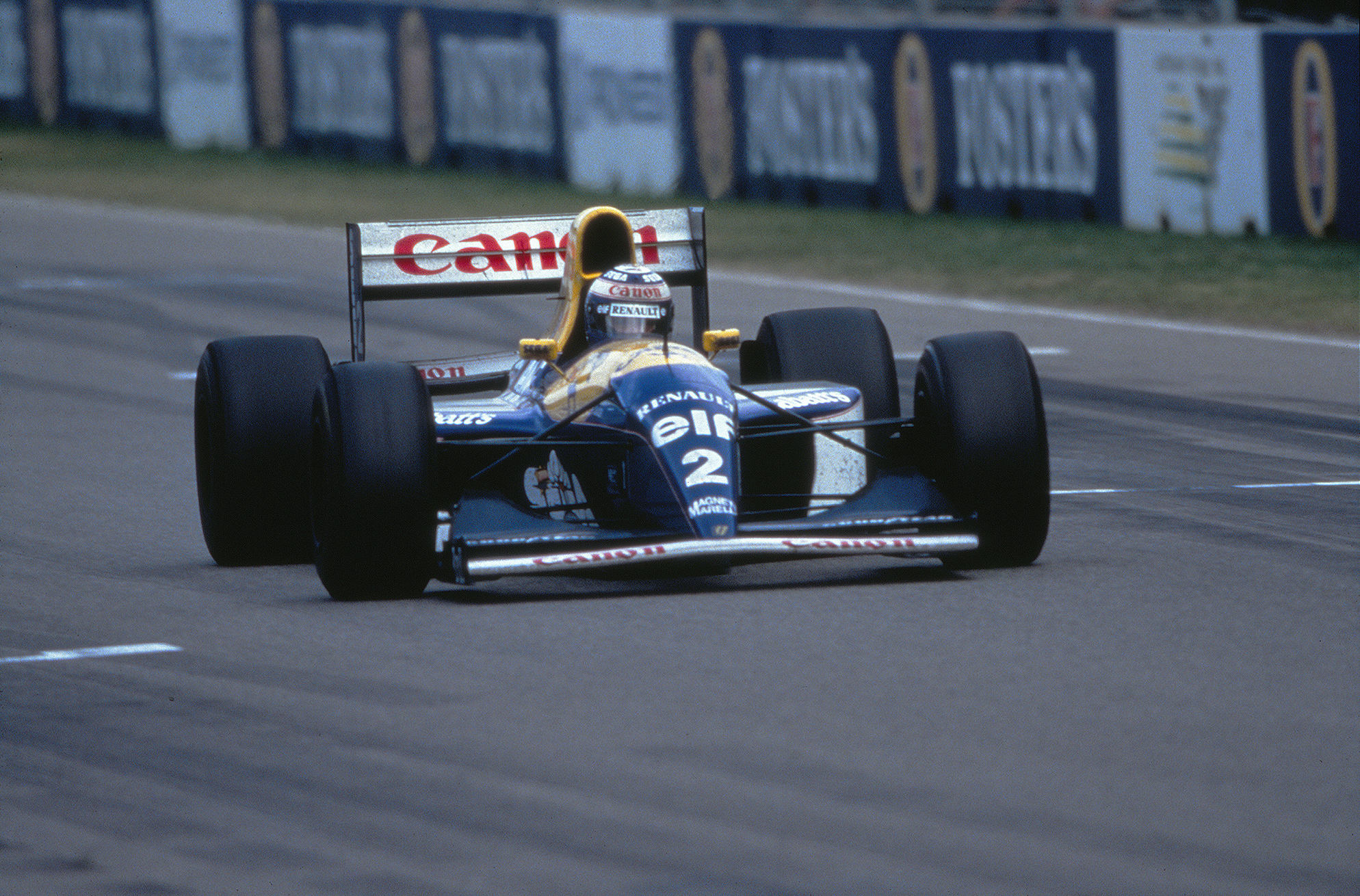
Alain Prost podczas wyścigu

| Poz. | Nr. | Kierowca           | Konstruktor           | Okrążeń | Czas/powód NU   | Poz. start. | Punktów |
| ---- | --- | ------------------ | --------------------- | ------- | --------------- | ----------- | ------- |
| 1    | 8   | Ayrton Senna       | McLaren-Ford          | 79      | 1:43:27.476     | 1           | 10      |
| 2    | 2   | Alain Prost        | Williams-Renault      | 79      | +9.259          | 2           | 6       |
| 3    | 0   | Damon Hill         | Williams-Renault      | 79      | +33.902         | 3           | 4       |
| 4    | 27  | Jean Alesi         | Ferrari               | 78      | +1 okrążenie    | 7           | 3       |
| 5    | 28  | Gerhard Berger     | Ferrari               | 78      | +1 okrążenie    | 6           | 2       |
| 6    | 25  | Martin Brundle     | Ligier-Renault        | 78      | +1 okrążenie    | 8           | 1       |
| 7    | 10  | Aguri Suzuki       | Footwork-Mugen-Honda  | 78      | +1 okrążenie    | 10          |         |
| 8    | 6   | Riccardo Patrese   | Benetton-Ford         | 77      | Prob. z paliwem | 9           |         |
| 9    | 26  | Mark Blundell      | Ligier-Renault        | 77      | +2 okrążenia    | 14          |         |
| 10   | 9   | Derek Warwick      | Footwork-Mugen-Honda  | 77      | +2 okrążenia    | 17          |         |
| 11   | 14  | Rubens Barrichello | Jordan-Hart           | 76      | +3 okrążenia    | 13          |         |
| 12   | 20  | Érik Comas         | Larrousse-Lamborghini | 76      | +3 okrążenia    | 21          |         |
| 13   | 4   | Andrea de Cesaris  | Tyrrell-Yamaha        | 75      | +4 okrążenia    | 15          |         |
| 14   | 19  | Toshio Suzuki      | Larrousse-Lamborghini | 74      | +5 okrążeń      | 24          |         |
| 15   | 29  | Karl Wendlinger    | Sauber                | 73      | Hamulce         | 11          |         |
| NU   | 30  | Jyrki Järvilehto   | Sauber                | 56      | Wypadek         | 12          |         |
| NU   | 23  | Jean-Marc Gounon   | Minardi-Ford          | 34      | Wypadł z toru   | 22          |         |
| NU   | 7   | Mika Häkkinen      | McLaren-Ford          | 28      | Hamulce         | 5           |         |
| NU   | 5   | Michael Schumacher | Benetton-Ford         | 19      | Silnik          | 4           |         |
| NU   | 3   | Ukyō Katayama      | Tyrrell-Yamaha        | 11      | Wypadł z toru   | 18          |         |
| NU   | 15  | Eddie Irvine       | Jordan-Hart           | 10      | Wypadek         | 19          |         |
| NU   | 12  | Johnny Herbert     | Lotus-Ford            | 9       | Zawieszenie     | 20          |         |
| NU   | 24  | Pierluigi Martini  | Minardi-Ford          | 5       | Skrz. biegów    | 16          |         |
| NU   | 11  | Pedro Lamy         | Lotus-Ford            | 0       | Wypadek         | 23          |         |